# Wiktor Mazin
Wiktor Iwanowicz Mazin (ros. Виктор Иванович Мазин; ur. 18 czerwca 1954 w Czernowskije Kopi w obwodzie czytyjskim, zm. 8 stycznia 2022 w Minusińsku) – kazachski sztangista reprezentujący Związek Socjalistycznych Republik Radzieckich, złoty medalista olimpijski (1980) oraz mistrz świata (1980) w podnoszeniu ciężarów, w wadze piórkowej.

## Osiągnięcia

### Letnie igrzyska olimpijskie
- Moskwa 1980 –  złoty medal (waga piórkowa)

### Mistrzostwa świata
- Moskwa 1980 –  złoty medal (waga piórkowa) – mistrzostwa rozegrano w ramach zawodów olimpijskich

### Mistrzostwa Związku Radzieckiego
- 1979 –  srebrny medal (waga piórkowa)
- 1980 –  złoty medal (waga piórkowa)
- 1981 –  srebrny medal (waga piórkowa)

### Letnia Spartakiada Narodów ZSRR
- 1979 –  srebrny medal (waga piórkowa)

### Puchar Związku Radzieckiego
- 1978 –  złoty medal (waga piórkowa)
- 1982 –  złoty medal (waga piórkowa)

### Rekordy świata
- Moskwa 05.07.1980 – 131,5 kg w rwaniu (waga piórkowa)
- Moskwa 05.07.1980 – 132,5 kg w rwaniu (waga piórkowa)
- Moskwa 05.07.1980 – 167 kg w podrzucie (waga piórkowa)
- Moskwa 05.07.1980 – 295 kg w dwuboju (waga piórkowa)
- Moskwa 05.07.1980 – 297,5 kg w dwuboju (waga piórkowa)